# Claes Sparre
Claes Sparre af Söfdeborg, född 6 januari 1673 på Biby i Gillberga socken, Södermanland, död 25 april 1733 i Stockholm, var en svensk greve och överamiral. Han var son till amiralen Gustaf Adolph Sparre och Elisabet Anna Stiernsköld, brorson till militärerna Erik Sparre af Sundby och Axel Sparre. 

## Biografi
Sparre var i holländsk örlogstjänst 1691–1696. I svensk tjänst blev han schoutbynacht år 1700 och deltog samma år som chef på linjeskeppet Wenden i en expedition till Öresund i samband med Karl XII:s landstigning på Själland. År 1705 deltog han i sin svåger Kornelius Ankarstiernas expedition till Retusaari. Han blev viceamiral 1709, holmamiral 1710, amiral 1712 och överamiral 1715. Han förde befälet för den svenska huvudflottan i det oavgjorda sjöslaget vid Rügen mot den danska flottan 1715. År 1719 utnämndes han till riksråd och president i Amiralitetskollegiet. Kort därefter lämnade han rådsarbetet i Stockholm för att tjänstgöra som högsta chef för örlogsflottan i Karlskrona. Trots att den svenska flottan förenade sig med en engelsk linjeskeppsflotta under amiral Norris vid Ölands norra udde kunde inte rysshärjningarna i Stockholms skärgård 1719 förhindras. Även 1720 och 1721 förde Sparre befäl över den svenska örlogsflottan och fram till 1727 var han president i Amiralitetskollegiet. Han var mer sjöman än administratör, vilket har ansetts bidragit till flottans allt mer bristfälliga tillstånd mot slutet av Stora nordiska kriget.
Sparre upphöjdes till greve 1719 och hans släktgren har på riddarhuset kallats Sparre af Söfdeborg efter slottet Sövdeborg i Skåne som han kom i besittning av genom äktenskapet med Sofia Lovisa Soop (1682–1745) från 1699. Tillsammans hade de 16 barn, av vilka följande kan nämnas:
- Carl Hans Sparre (1704–1770), amiral
- Erik Arvid Sparre (1707–1775), amiral
- Eva Charlotta Sparre (1711–1779), gift med greven Hans Georg Mörner af Morlanda och Natanael Gyllenram
- Rutger Axel Sparre (1712–1751), hattpolitiker och direktör vid Svenska Ostindiska Companiet
- Johan Sparre (1715–1791), generallöjtnant
- Sofia Lovisa Sparre (1717–1766), gift med envoyén Henrik Jakob Hildebrand
- Ulrika Eleonora Sparre (1724–1747), som var hovfröken och gifte sig med kanslipresidenten greve Anders Johan von Höpken